# أليكسي نوموف
أليكسي نوموف (بالروسية: Наумов, Алексей Сергеевич)‏ (2 فبراير 1972 في روسيا - ) هو لاعب كرة قدم روسي (وحمل سابقاً جنسية الاتحاد السوفيتي) في مركز الدفاع. لعب مع دينامو برست وروبين كازان وزينيت سانت بطرسبرغ ونادي تيومين ‏ وFC Torpedo Minsk ‏ وFC Kosmos Saint Petersburg ‏ وFC Cherepovets ‏.

## وصلات خارجية
- أليكسي نوموف على موقع قاعدة بيانات كرة القدم.إي يو (الإنجليزية)
- أليكسي نوموف على موقع Soccerway.com (الإنجليزية)